# منتدى تاريخ النساء الأستراليات
منتدى تاريخ النساء الأستراليات (AWHF) هو منظمة تأسست لتعزيز استيعاب دور النساء في تاريخ أستراليا.

## الأهداف
يهدف منتدى تاريخ النساء الأستراليات من خلال وجوده الإلكتروني ورعايته لـشهر تاريخ النساء (WHM) إلى:
- التعريف بتاريخ مشاركة النساء في أستراليا وزيادة الوعي بدورهن وتوفير المعلومات ذات الصلة
- التركيز على الأنشطة المتعلقة بتاريخ النساء من خلال موقعه الإلكتروني، وخصوصًا في شهر تاريخ النساء
- التحفيز لإقامة مبادرات تاريخ النساء في القطاعات التربوية والمجتمعية
- تشجيع المؤسسات والمنظمات على إقامة أنشطة محلية خلال شهر تاريخ النساء

## شهر تاريخ النساء
بدأت الاحتفال بشهر تاريخ النساء، الذي يقام كل عام في شهر مارس ليصادف اليوم الدولي للمرأة في عام 2000 هيلين ليونارد التي تعمل مع المركز الوطني الإعلامي للمرأة واللوبي الانتخابي النسوي.
منذ عام 2005، سلط كل احتفال سنوي بشهر تاريخ النساء الضوء على جانب معين من جوانب إنجازات النساء، والذي تناول موضوعًا مختلفًا. وتشجع المنظمات والمؤسسات والمجموعات المجتمعية على استخدام هذا الموضوع في فعاليات شهر تاريخ النساء التي تقام، وذلك من خلال نشر مواد ترويجية على الموقع الإلكتروني ويدعمها التقويم الإلكتروني حيث توجد قائمة بالفعاليات.
ويمكن استعراض الموضوعات السابقة، مثل النساء المتسابقات والفاتنات المغنيات وموضوعات أحدث، مثل يد في يد: نساء محليات وغير محليات يعملون معًا في المعرض الإلكتروني.
لقد كانت رؤية هيلين وحافزها والتزامها، مدعومين بالخبرة الفنية لجيليان بولاك، ما جعل إقامة شهر تاريخ النساء في أستراليا ممكنًا. وبعد موت هيلين في سن مبكرة في عام 2001، واصلت مجموعة من النساء الملتزمات العمل الذي بدأته وقمن بتطويره. وفي عام 2007، تمت ترقية الموقع الإلكتروني الأصلي لشهر تاريخ النساء وأعيدت تسميته إلى منتدى تاريخ النساء الأستراليات (AWHF) ليدل على الدور الأكثر تفاعلية الذي تتميز به عضويته؛ حيث لن يقتصر على شهر مارس، ولكن على مدى العام كاملاً. واستمرت جماعة المؤرخين المرجعية، التي تأسست لتقديم استشارات متخصصة ودعم لشهر تاريخ النساء، في أداء هذا الدور منذ بدء منتدى تاريخ النساء الأستراليات.

## الموقع الإلكتروني
الموقع الإلكتروني لمنتدى تاريخ النساء الأستراليات هو بوابة معلوماتية إلكترونية عن النساء اللاتي شكلن تاريخ أستراليا. وتم تطويره كمصدر مفيد للمعلمين والطلاب والصحفيين والمؤرخين المحترفين ومؤرخي الأسرة والمؤرخين المحليين والمؤلفين وأمناء المكاتب والأرشيف والمتاحف وجامعي التحف. ويتميز بأنه موقع تفاعلي وسيستمر في التوسع طالما يضيف الأفراد سجلاتهم إليه، والتي لا تختص بالنساء المشهورات فقط، ولكن ربما الأهم، التي تتحدث عن آلاف النساء اللاتي كن رائدات غير معروفات في مجتمعاتهن.
إنه يمثل إطارًا زمنيًا للأحداث الرئيسية، قائمة من تكون (who's who) وقائمة المناطق التاريخية المهمة في تاريخ النساء الأستراليات.
تمت أرشفة المواقع الإلكترونية لشهر تاريخ النساء بدءًا من عام 2002 على موقع باندورا ويمكن الوصول إليها عن طريق المكتبة الوطنية الأسترالية.

## وصلات خارجية
- National Women's History Project
- The Australian Women's History Forum
- The Australian Women's Register
- National Foundation for Australian Women